# 秃杉
秃杉（学名：Taiwania flousiana）别名土杉，是柏科台湾杉属的植物。

## 形态
秃杉为常绿乔木，大枝平展，小枝细长而下垂，高可达70米，直径2～3米。生长缓慢，直至40米高时才生枝。
叶在枝上的排列呈螺旋状，互生。其幼树和老树上的叶形有所不同，幼树上的叶尖锐，为铲状钻形，两侧扁平，老树上的叶呈鳞状钻形，从横切面上来看，则呈三角形或四棱形。
短柱形或长椭圆形的球果较小，直立，种鳞扁平，苞鳞不发育。种子带有狭窄的翅。

## 分布
分布于缅甸以及中国大陆的贵州、云南、湖北等地，生长于海拔500米至2,700米的地区，多生于山坡，目前尚未由人工引种栽培。